# بیل بلاس
بیل بلاس (انگلیسی: Bill Bellas; ۲۱ مهٔ ۱۹۲۵ – ۱۹۹۴ (۶۸−۶۹ سال)) بازیکن فوتبال بود.
از باشگاه‌هایی که در آن بازی کرده‌است می‌توان به باشگاه فوتبال ناتینگهام فارست و باشگاه فوتبال گریمزبی تاون اشاره کرد.